# ALT (Van der Graaf Generator)
ALT is een muziekalbum van Van der Graaf Generator. Die muziekgroep staat er sinds hun oprichting om bekend sterk afwijkende muziek te maken, variërend van progressieve rock tot jazzrock. ALT is voortzetting daarvan, maar dan in extremus. Het bevat opnamen die de band maakte tijdens opnamen van hun reünie-albums, maar onaf lijken en als zodanig nooit op een van die albums terechtkonden komen. Alhoewel met name leider Peter Hammill al aankondigde dat het geen gewoon album zou worden, werd het door sommige wel als zodanig gerecenseerd of er werd een poging daartoe gedaan.    
De muziek is dus experimenteel en doet soms denken aan die van de Duitse band Popol Vuh. Er wordt op het album niet gezongen. Het album verscheen zowel op compact disc als op elpee, die laatste bevatte minder tracks.

## Musici
- Peter Hammill – gitaar, toetsinstrumenten
- Hugh Banton – toetsinstrumenten, basgitaar
- Guy Evans – slagwerk

## Muziek
| Nr. | Titel                     | elpeetrack | Duur  |
| --- | ------------------------- | ---------- | ----- |
| 1.  | Earlybird                 | A3         | 4:01  |
| 2.  | Extractus                 |            | 1:39  |
| 3.  | Sackbutt                  |            | 1:53  |
| 4.  | Colossus                  | A1         | 6:36  |
| 5.  | Batty Loop                |            | 1:14  |
| 6.  | Splendid                  |            | 3:46  |
| 7.  | Repeat after me           | A2         | 7:39  |
| 8.  | Elsewhere                 | A4         | 4:19  |
| 9.  | Here’s one I made earlier | B3         | 5:42  |
| 10. | Midnite or so             |            | 3:34  |
| 11. | D’accord                  | B1         | 2:28  |
| 12. | Mackerel ate them         | B2         | 4:50  |
| 13. | Tuesday, the riff         |            | 2:47  |
| 14. | Dronus                    | B4         | 10:37 |

Earlybird is exact wat het is, een opname van het gekwetter van vogels in de vroege ochtend, aangevuld met wat slagwerk van Evans.